# William Lucking
William Lucking, né le 17 juin 1941 à Vicksburg (Michigan) et mort le 18 octobre 2021 à Las Vegas (Nevada), est un acteur américain.

## Biographie
Il est d'abord connu pour avoir tenu le rôle du colonel Lynch, dans la série L'Agence tous risques.
Par la suite, il a joué, entre autres, dans les films Erin Brockovich, seule contre tous et Bienvenue dans la jungle.
Il a également tenu le rôle de Piermont « Piney » Winston, dans la série télévisée américaine Sons of Anarchy.
Il meurt le 18 octobre 2021 à l'âge de 80 ans à Las Vegas (Nevada), comme l'annonce The Hollywood Reporter le 4 novembre.

## Filmographie

### Cinéma
- 1971 : Deux Hommes dans l'Ouest (Wild Rovers) : Ruff
- 1972 : La Chevauchée des sept mercenaires (The Magnificent Seven Ride) : Walt Drummond
- 1973 : L'Or noir de l'Oklahoma (Oklahoma Crude) : Marion
- 1974 : The Crazy World of Julius Vrooder : Harmer
- 1975 : Doc Savage arrive (Doc Savage: The Man of Bronze) : Renny
- 1976 : Birch Interval : Charlie
- 1976 : La Revanche d'un homme nommé Cheval (The Return of a Man Called Horse) : Tom Gryce
- 1979 : Elle (Then) : Le policier
- 1980 : La Neuvième Configuration (The Ninth Configuration) : Le patrouilleur de l'autoroute
- 1980 : La Fureur sauvage (The Mountain Men) : Jim Walter
- 1980 : Coast to Coast : Jules
- 1981 : Les Bleus (Stripes) : Le recruteur
- 1990 : False Identity : Frank Calovich
- 1992 : L'Équipée infernale (Rescue Me) : Kurt
- 1993 : Extreme Justice : Cusack
- 1994 : La Rivière sauvage (The River Wild) : Frank
- 1996 : Réactions en chaîne (The Trigger Effect) : Le pharmacien
- 1996 : Sombres Soupçons (The Rich Man's Wife) : L'inspecteur (non crédité)
- 1998 : Judas Kiss : Wally
- 1999 : L'Anglais (The Limey) : Le contremaître de l'entrepôt
- 2000 : Erin Brockovich, seule contre tous (Erin Brockovich) : Bob Linwood
- 2001 : K-PAX : L'Homme qui vient de loin (K-Pax) : Le shérif
- 2002 : Dragon rouge (Red Dragon) : Byron Metcalf
- 2003 : Bienvenue dans la jungle (The Rundown) : Walker
- 2005 : Burt Munro (The World's Fastest Indian) : Rolly
- 2007 : Slipstream : L'inspecteur Buzz Larabee
- 2012 : Contrebande (Contraband) : Bud Farraday

### Télévision
- 1970 : Le Virginien (TV) saison 8 épisode 22  (The sins of the father) : Sam Burns
- 1978 : L'Incroyable Hulk, saison 2, épisode 1 : Le monstre
- 1980 : L'Incroyable Hulk, saison 4, épisode 4 : Mr. Schulte
- 1979 : Terreur à bord (The French Atlantic affaire) : Don Crawford
- 1983 : L'Agence tous risques : Colonel Lynch
- 1990 : Columbo, saison 10, épisode 1 : Criminologie appliquée (Columbo Goes to College) : Dominic Doyle
- 1996 : X-Files : Aux frontières du réel, épisode Le Seigneur du magma : Roky Crikenson
- 1996 : Walker, Texas Ranger, saison 4, épisode 14 : Capitaine Chonkly, Un Gardien de Prison
- 2008-2011 : Sons of Anarchy : Piermont "Piney" Winston
- 2010 : Mentalist, saison 2, épisode 19 : Juge Hildred